# Филипинска операција (1944—1945)
Филипинска операција (енгл. Philippines campaign (1944–1945)), вођена од 20. октобра 1944. до краја јуна 1945, била је америчка победа током рата на Пацифику.

## Позадина

### Јапанска окупација и покрет отпора
Након добијене битке за Филипине, до 9. маја 1942. Јапанци су окупирали сва Филипинска острва и успоставили своју марионетску владу под Хорхе Варгасом, иако су острва заправо остала под војном управом, пошто је на острвима све време деловао снажан и организован покрет отпора, који су са једне стране чинили остаци поражене америчке војске (око 25.000 бораца крајем 1944), а са друге присталице Комунистичке партије Филипина (око 20.000 бораца крајем 1944).

### Савезничке снаге
Операције за ослобођење Филипина у склопу савезничке офанзиве на Пацифику почеле су октобра 1944, а извеле су их америчке снаге Југозападног Пацифика под командом генерала Дагласа Мекартура (7. флота, 6. армија, а од краја децембра и 8. армија). Заштита десног (источног) бока и шира подршка десантних снага поверена је 3. флоти (адмирал Виљем Холзи) из састава Команде Пацифика (адмирал Честер Нимиц). Поред авијације са носача авиона, ваздушну подршку пружали су 5, 13. и Аустралијски ваздухопловни корпус.

### Јапанске снаге
Са јапанске стране за непосредну одбрану Филипина био је одговоран генерал Томојуки Јамашита, касније смењен од генерала Шигенори Куроде, команданта 14. армијске области, под чијом се командом, сем снага на Лузону, налазила и 35. армија (генерал Сосаку Сузуки), која је бранила Минданао и Висајанску групу острва. С појачањима, пристиглим током операција, укупна јачина јапанских снага прелазила је 300.000 војника, од чега се око 2/3 налазило на Лузону.

## Ратне операције
У склопу припрема за напад на Филипине, у периоду од 20. септембра до 20. октобра 1944, савезничка авијација извршила је снажне ударе по јапанским ваздухопловним базама на Филипинима, Тајвану, острвима Рјукју и другим, чиме су Јапанцима нанесени катастрофални губици: избачено је из строја око 1.000 јапанских авиона и знатан број бродова.

### Битка за Висајанска острва
Пошто се главнина јапанских снага налазила на острву Лузон, америчка команда одлучила је да најпре заузме ваздухопловне базе на средњим Филипинима, на такозваној Висајанској групи острва (Себу, Панај, Негрос, Лејте и Самар). Америчка 6. армија (10. и 24. корпус) под командом генерала Волтера Кругера почела је искрцавање у заливу Лејте 20. октобра 1944. Свесни да би губитком Филипина изгубили и југоисточну Азију, Јапанци су на десант одговорили акцијом свих расположивих поморских и ваздухопловних снага, решени да америчкој флоти нанесу одлучан пораз и униште десантне снаге. Али, у бици у заливу Лејте (23-26. октобра) јапанска Комбинована флота толико је ослабљена губитком 3 бојна брода, 4 носача авиона, 10 крстарица и 9 разарача, да у даљим борбама за Филипине није могла да игра важнију улогу. Јапанско ваздухопловство, које је, такође, претрпело тежак пораз, покушало је да масоивне нападе замени нападима камиказа на бродове. Међутим, јапанска 35. армија пружила је десантним снагама веома жилав отпор, тако да су Американци овладали острвом Лејте тек крајем децембра, док је чишћење изолованих јапанских група потрајало све до маја 1945.
Слабији амерички одреди искрцали су се 3. јануара на острво Мариндуке, а уз подршку слабијих америчких ваздушних десаната у међувремену су снаге покрета отпора ослободиле знатне делове острва Панаја и Негроса, већи део острва Себу и скоро читаво острво Бохол. Дотле је, углавном, и читаво острво Самар било ослобођено дејством снага покрета отпора и америчких делова искрцаних још 25. октобра 1944.

### Битка за острво Миндоро
Да би обезбедили потребне базе (аеродроме) за операције на Лузону, Американци су се искрцали на острву Миндоро 15. децембра 1944 у рејону Сан Хозе, а 7. јануара 1945. код рта Калавита. Исцрпени одбраном острва Лејте, Јапанци нису пружили озбиљнији отпор, па су су Американци до краја месеца потпуно овладали острвом. Јапански флотни састав који је покушао да интервенише (1 тешка, 1 лака крстарица и 3 разарача) лако је одбијен, уз губитак од 2 разарача.

### Битка за Лузон
Пошто је крајем 1944. команда америчке 8. армије (генерал Роберт Ајкелбергер) преузела 10. и 24. корпус, који су наставили чишћење острва Лејте, америчка 6. армија је са 1. и 14. корпусом, уз подршку 3. и 7. флоте (адмирала Томаса Кинкејда), почела искрцавање 9. јануара 1945. на острву Лузон у Лингајенском заливу. За време марша морем од залива Лејте, Јапанци су у неколико наврата безуспешно интервенисали разарачима и подморницама, док су камиказе потопили 3, а оштетили 27 америчких бродова. Уз снажну подршку бродске артиљерије и авијације, Американци су већ првог дана успели да искрцају јаке снаге. У продору у унутрашњост острва, амерички 1. и 14. корпус нису наишли на јачи отпор, тако да су њихове колоне избиле пред Манилу 6. фебруара. Ради пресецања полуострва Батан, искрцан је у међувремену (29. јануара) амерички 11. корпус у заливу Субик. Два дана касније искрцана је јужно од залива Маниле америчка 11. ваздушнодесантна (падобранска) дивизија. Њеним продором с југа и наступањем 6. армије са севера, Манила је после вишедневних упорних борби, дефинитивно ослобођена 4. марта. Пошто су овладали централним делом Лузона, Американци су пресекли преостале јапанске снаге на три изоловане групације: једна у планинама источно од Маниле, друга у северозападном, а трећа у североисточном Лузону.
За чишћење јужног дела Лузона искрцана је 1. априла једна америчка пуковска група код Легаспија, док су чишћење полуострва Батан, острва у заливу Маниле и северног дела Лузона вршили амерички 1, 2. и 12. корпус. Теже борбе вођене су нарочито на североисточном делу острва, где су Јапанци пуна 3 месеца пружали жилав отпор, затварајући долину реке Кагајан. И на осталим деловима Лузона поједине групе и гупице јапанских војника местимично су се жилаво браниле (неке су ликвидиране паљењем нафтом склоништа у пећинама), па су Американци, уз широку подршку бораца покрета отпора, овладали целим острвом Лузон тек крајем јуна 1945. Али, и после тога у планинским пределима Сијера Мадре остало је око 25.000 Јапанаца, које су касније уништили герилци, глад и болештине.

### Битка за Минданао
Упоредо са чишћењем острва Лузон, јединице америчке 8. армије и снаге покрета отпора изводиле су операције за коначно ослобођење средњих и јужних филипинских острва. Од средине марта до краја априла 1945. низом америчких десантних акција очишћена су од преосталих јапанских снага острва Панај, Негрос, Себу, Палаван, Холо и друга. На острву Минданао, где је ангажован амерички 10. корпус, вођене су борбе до краја јуна. У операцијама за ослобођење острва јединицама КоВ садејствовала је речна ратна флотила чије су снаге оперисале на рекама Минаданао и Агусан. Јапанци су се пред надмоћним снагама нападача повлачили у унутрашњост острва и растурали у мање групе, чија је ликвидација, на исти начин као и на острву Лузон, препуштена снагама покрета отпора.